# 송강호
송강호(1967년 2월 25일 ~ )는 대한민국의 배우이다.

## 생애
1967년 경상남도 김해군 가락면 죽림리(현 부산광역시 강서구 가락동 관할 죽림동)에서 태어났다. 중학교 시절부터 배우의 꿈을 키운 그는 1990년부터 극단 연우무대의 지방 공연 《최선생》에 단역 출연한 것이 인연이 닿게 되어 1991년부터 단원으로 활동했다. 《동승》(1991), 《비언소》(1992) 등 다수의 연극과 《부산 갈매기》(1993) 같은 뮤지컬 작품에도 출연했지만 그다지 크게 두각을 나타내진 못했다. 이후 1996년 영화 《돼지가 우물에 빠진 날》으로 스크린에 데뷔한 그는 1997년 《초록물고기》에 이어 출연한 《넘버 3》의 조필 역할로 다수의 시상식에서 신인상을 휩쓸며 주목을 받기 시작했다.
송강호는 큰 흥행을 기록한 두 영화 《쉬리》(1999), 《공동경비구역 JSA》(2000), 《살인의 추억》(2003)를 시작으로 흥행 배우로서도 존재감을 알리며, 대종상영화제를 포함한 시상식에서 남우주연상을 수상하는 등 뛰어난 연기력을 인정 받았다. 이후 《괴물》(2006), 《변호인》(2013), 《택시운전사》(2017), 《기생충》(2019) 은 1,000만 명대, 《설국열차》, 《관상》(2013)은 900만 명대, 《좋은 놈, 나쁜 놈, 이상한 놈》(2008)은 600만 명대 등을 기록하며 흥행에 성공했다.
송강호는 1996년부터 2013년까지 개인 통산 누적 8,200만 명의 관객수를 기록하고 있으며, 특히 2013년 단 세 편만으로 3,000만에 가까운 관객수를 기록했다. 이러한 상업적 성과 이외에 《설국열차》(2013)과 《기생충》(2019)에서의 그의 연기는 국제적인 명성을 얻었다. 제75회 칸 영화제에서 영화 《브로커》를 통해 남자배우상을 수상하여, 대한민국 남자 배우 최초로 남자배우상 수상자가 되었다.

## 학력
- 가락국민학교 졸업
- 가락중학교 졸업
- 김해고등학교 졸업
- 부산경상대학교 방송연예학 중퇴

## 경력

### 젊은 시절, 연극 활동
1990년 전교조의 문제를 다룬 극단 연우무대의 지방 공연 《최선생》에 단역 출연하였다. 송강호는 《연우30년》이라는 책에서 "연우무대는 내가 지향하던 점을 정확히 추구하고 있었다. 그리고 그 공연은 내가 나아가야 할 방향을 정확히 집어준 기회이자 새로운 용기와 목표를 가지게 한 계기가 되었다"고 말했다. 1991년 무작정 연우소극장으로 향해 행사에 부족한 일손을 도우던 중 연출가 이상우를 만나 단원으로 받아줬다. 이후 연우무대에서 《동승》, 《박첨지》, 《국물 있사옵니다》, 《여성반란》, 《비언소》 등 10여편에 조연으로 출연했지만, 크게 두각을 나타내진 않았다.

### 1996-2000: 초기 경력과 주목 받다

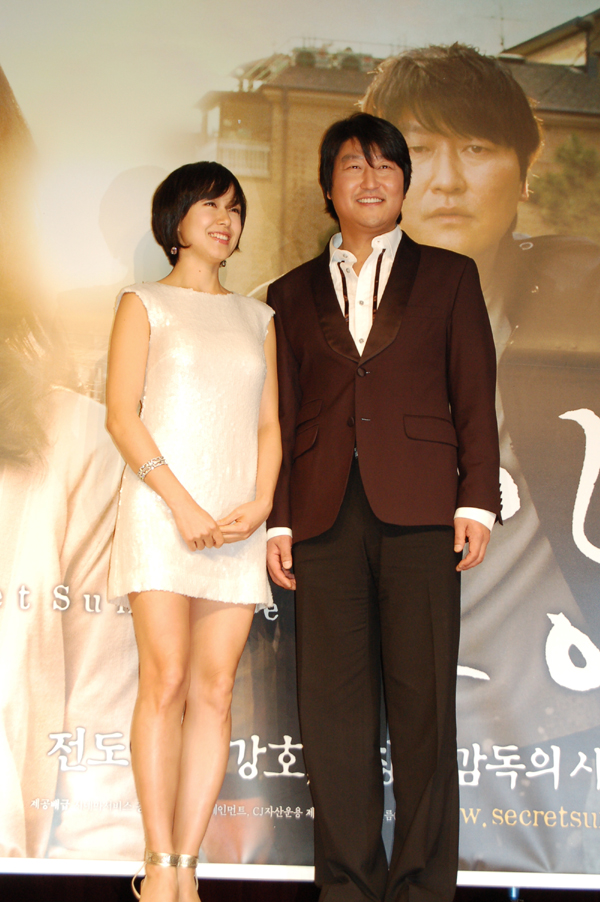
2007년 4월 10일 전도연과 함께 《밀양》 시사회에서 송강호.

1996년에는 김의성의 추천으로 영화 《돼지가 우물에 빠진 날》에서 극중 김의성의 동창 역으로 출연했다. 이창동 감독은 연극 《비언소》를 통해 송강호를 발견했고, 1997년 영화 《초록물고기》에 판수 역으로 출연했다. 나중에 송강호는 "지금의 제가 있을 수 있게 한 아주 중요한 작품이다. 이 영화를 통해 비로소 '영화 연기'에 대해 느낄 수 있었다"고 말했다. 같은 해 송능한 감독의 《넘버 3》에서 조필 역으로 출연했다. 이 영화에서 특유의 말 더듬는 어투로 대중에게 깊은 인상을 남겼다. 이 영화로 1997년 대종상 신인남우상, 청룡영화상 남우조연상 등 각종 시상식에서 상을 휩쓸며 가장 주목 받는 배우로 올라섰다. 1998년에는 문소리와 함께 단편 영화 《사랑의 힘》에 출연했고, 같은 해 김지운 감독의 코미디, 범죄 영화 《조용한 가족》에서 영민 역할로 출연했다. 영화에서 송강호는 코믹한 연기를 보이며 제18회 한국영화평론가협회상에서 남자연기자상을 받았다.
1999년에는 강제규 감독의 영화 《쉬리》에 이장길 역할로 출연했다. 이 영화는 관객수 582만 명을 기록하며 당시 국내 최다 관객 영화 기록을 갱신했고, 최초로 500만 관객을 넘어섰다. 2000년에는 코미디 영화 《반칙왕》에서 첫 주연을 맡았다. 이 영화에서 그는 은행원이자 레슬러 대호 역할로 캐스팅 되어 영화를 위해 레슬링 훈련을 했었다. 이후 송강호는 이 영화가 가장 인상 깊다고 꼽으며 "물리적으로 가장 극한의 상황까지 간 작품이었다는 생각이 든다. 만약 지금 레슬링을 다시 한다면 죽을 거다"라고 말했다. 같은 해 그는 박찬욱 감독의 영화 《공동경비구역 JSA》에서 오경필 중사 역할로 출연했다. 이 영화는 이전까지 반공이데올로기에서 벗어나지 못했던 분단 소재 한국영화의 시각을 인간애로 확장한 작품으로 583만 명의 관객수를 기록하며 역대 흥행 1위 영화로 기록했다. 송강호는 2019년 매체와의 인터뷰에서 배우 인생의 전환점이 됐다고 언급하며 “두 영화가 개봉한 2000년은 배우 생활 초반의 분기점이 됐다”고 말했다. 한 영화 관계자는 송강호에게 "《반칙왕》에서 보여준뛰어난 연기를 보고 그 이상의 연기는 나올 수 없을 것이라 생각했다. 이번 영화를 보고 내가 당신 연기의 한계를 너무 낮게 잡았음을 알았다"고 말했다. 《매일경제》의 프리뷰에서는 "송강호가 그려낸 따뜻하고 넉넉한 오경필 중사는 군기가 한참 빠져 서로 노닥거리는 것으로 비칠수도 있는 모습들을 눈물나는 형제애로 잡아주는 든든한 받침대다"라고 리뷰했다. 이러한 호평 속에 제1회 부산영화평론가협회상, 제38회 대종상영화제, 제3회 도빌아시아영화제,에서 남우주연상을 수상했고, 이 외에도 백상예술대상에서 인기상을 받는 등 다수의 시상식에서 연기력과 스타성에서 인정을 받았다.

### 2001-2014: 연기력을 인정 받게 된 역할들
2001년 4월 송강호는 이전 작에 이어 박찬욱 감독의 영화 《복수는 나의 것》 출연을 확정 지었다. 대한민국 첫 하드보일드 장르의 영화로 박동진 역을 맡았으며, 2002년 3월 29일 개봉했다. 그러나 37만 명의 관객을 모으면서 흥행에는 실패했다.

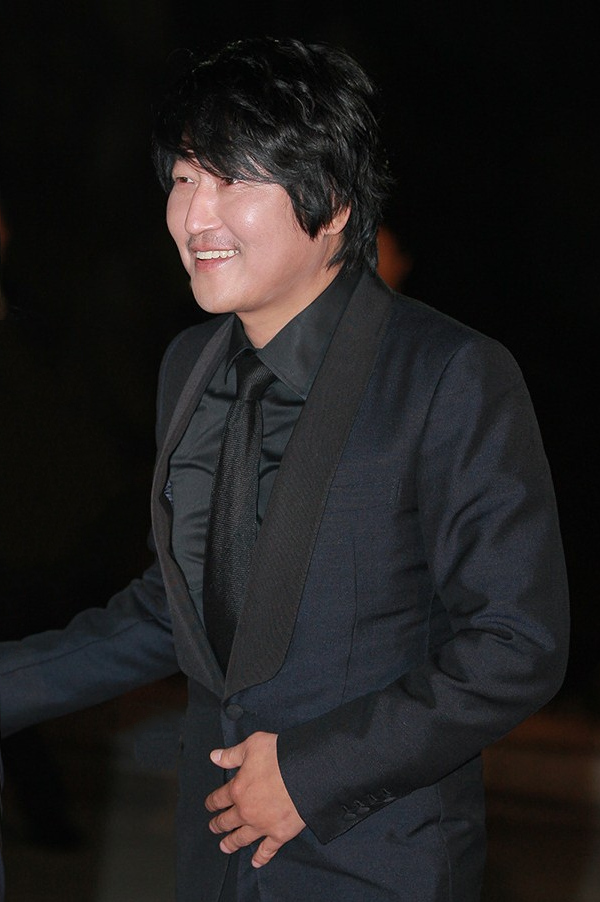
2013년, 청룡영화상에서 송강호.

이후 그가 출연한 영화 《살인의 추억》(2003), 《괴물》(2007), 《좋은 놈, 나쁜 놈, 이상한 놈》, 《의형제》, 《설국열차》, 《관상》, 《변호인》(2013) 등 대부분이 흥행을 거두면서 국민배우로 떠올랐다. 2014년 1월 기준으로, 송강호의 영화는 통산 누적 관객 8,200만여명을 동원한 것으로 집계됐다.

### 2015-현재
2015년 9월 16일에 이준익 감독의 영화 《사도》가 개봉하였다. 이 작품에서 그는 왕위계승 정통성 논란에 시달리며 아들 사도세자(유아인 분)를 이해하지 못한 아버지 영조를 연기했고, 620만명의 관객수를 기록하며 흥행에 성공했다. 동년 9월에는 김지운 감독의 일제강점기를 배경으로 항일 무장단체 의열단을 소재로 한 영화 《밀정》으로 김지운과 송강호는 네 번째로 호흡을 맞췄고, 2015년 최동훈 감독의 영화 《암살》이 천만관객 으로 750만명의 관객을 동원하며 흥행에 성공했다.
2017년 송강호는 영화 《택시운전사》로 '의형제'에서 작업한 장훈과 다시 재회했다. 1980년 5월, 광주 민주화 운동을 배경으로 서울에서 택시 운전을 하는 주인공 만섭 역할을 연기했다. 영화는 개봉 19일째 천만 고지에 오르며, 역대 한국영화로는 15번째 외화를 포함하면 19번째 '천만영화'로 이름을 올리게 됐다. 2018년 송강호는 우민호 감독의 영화 《마약왕》에서 이두삼 역할로 출연했다. 이 영화는 마약도 수출하면 애국이 되던 1970년대, 근본 없는 밀수꾼이 전설의 마약왕이 된 이야기를 담은 영화로 186만 명의 관객수를 모으는 데 그쳤는데, 개봉 당시 세간의 기대를 모았지만 베일이 벗겨진 뒤 혹평 속에서 흥행에도 참패했다.
2019년 송강호는 봉준호 감독의 영화 《기생충》에 캐스팅 되어 두 사람은 6년만에 재회했다. 영화는 제72회 칸 영화제 공식경쟁부문에 초청되어 5월 21일 칸에 위치한 뤼미에르 극장에서 공식 스크리닝이 진행되어 그는 영화에서 공연한 조여정, 이선균, 최우식, 박소담, 이정은, 장혜진, 봉준호 감독과 레드카펫을 밟았다. 그의 연기는 비평가들의 찬사를 받아 국내를 넘어 로스앤젤레스 영화 비평가 협회상, 피닉스 영화 비평가 협회상 남우조연상 수상을 비롯, 뉴욕 영화 비평가 협회상, 전미 비평가 위원회상, 샌프란시스코 영화 비평가 협회상을 포함한 수 많은 영화 비평가 협회의 다수의 시상식에서 남우조연상에 후보 지명되었다.

## 사생활
송강호는 경제적으로 매우 어려웠던 시절인 1994년 11월에 동료 연극배우이던 황장숙과 결혼식을 올렸다.자녀는 아들 송준평과 딸 송주연이 있다.아들 송준평은 초등학교 때부터 축구를 시작해 수원 삼성 블루윙즈 U-18팀인 매탄고등학교 축구부에서 축구 선수로 활동하였다. 송준평은 인터뷰에서 "아버지 얘기를 안 하게 된다. 아버지도 내가 축구선수란 것이 공개되는 것을 원치 않으셨다"고 말했다. 현재는 너무 잦은 부상으로 인해 축구선수를 은퇴했다.

## 가족
- 배우자 황장숙
- 아들 송준평, 딸 송주연